# Skápadalsfjall
Skápadalsfjall är en kulle i republiken Island. Den ligger i regionen Västfjordarna, 180 km nordväst om huvudstaden Reykjavík. Toppen på Skápadalsfjall är 464 meter över havet. 
Trakten runt Skápadalsfjall är nära nog obefolkad, med mindre än två invånare per kvadratkilometer. Närmaste större samhälle är Patreksfjörður, omkring 12 kilometer nordväst om Skápadalsfjall. Trakten runt Skápadalsfjall består i huvudsak av gräsmarker.